# Living in Fear
Living in Fear è il secondo album in studio del supergruppo The Power Station, pubblicato nel 1996 dalla Chrysalis e dalla Capitol Records.

## Il disco
Prodotto da Bernard Edwards, storico bassista dei Chic, si tratta dell'ultima pubblicazione del gruppo prima di sciogliersi definitivamente nel 1997.

## Tracce
Testi e musiche di John Taylor, Andy Taylor, Tony Thompson e Robert Palmer, eccetto dove indicato.
1. Notoriety – 5:06
2. Scared – 4:06
3. She Can Rock It – 4:16
4. Let's Get It On – 7:03 (Marvin Gaye, Ed Townsend)
5. Life Forces – 4:08
6. Fancy That – 3:41
7. Living in Fear – 4:37
8. Shut Up – 4:12
9. Dope – 2:53
10. Love Conquers All – 4:30
11. Taxman – 3:51 (George Harrison)